# Hinea
Hinea là một chi ốc biển nhỏ, là động vật thân mềm chân bụng sống ở biển trong họ Planaxidae.

## Các loài
Các loài thuộc chi Hinea bao gồm:
- Hinea brasiliana (Lamarck, 1822)
- Hinea lineata (E. M. da Costa, 1778)